# Płyta nowohebrydzka

Płyta pacyficzna zaznaczona kolorem żółtym

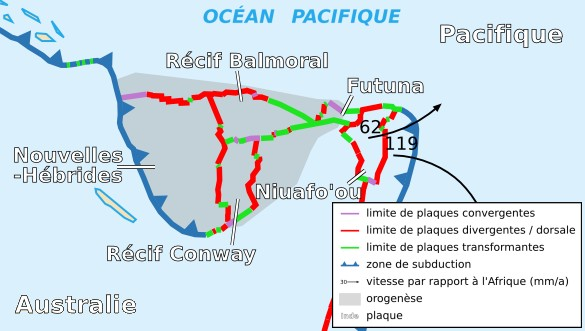
Płyta nowohebrydzka

Płyta nowohebrydzka − niewielka płyta tektoniczna (mikropłyta), położona w zachodniej części Oceanu Spokojnego, uznawana za część większej płyty pacyficznej.
Płyta nowohebrydzka od północy graniczy z płytą pacyficzną, od wschodu z płytami: Rafy Balmoral i Rafy Conway, a od południa i zachodu (przez Rów Nowohebrydzki) z płytą australijską.
Obejmuje archipelag Nowych Hebrydów należący do Vanuatu i Nowej Kaledonii oraz niewielki fragment Oceanu Spokojnego wokół tego archipelagu.